# بيدرو موراليس توريس
بيدرو موراليس توريس (بالإسبانية: Pedro Morales Torres)‏ هو مدرب كرة قدم تشيلي، ولد في 1932 في لا سيرينا في تشيلي، وتوفي في 13 سبتمبر 2000 في سانتياغو في تشيلي.